# Université de Deusto

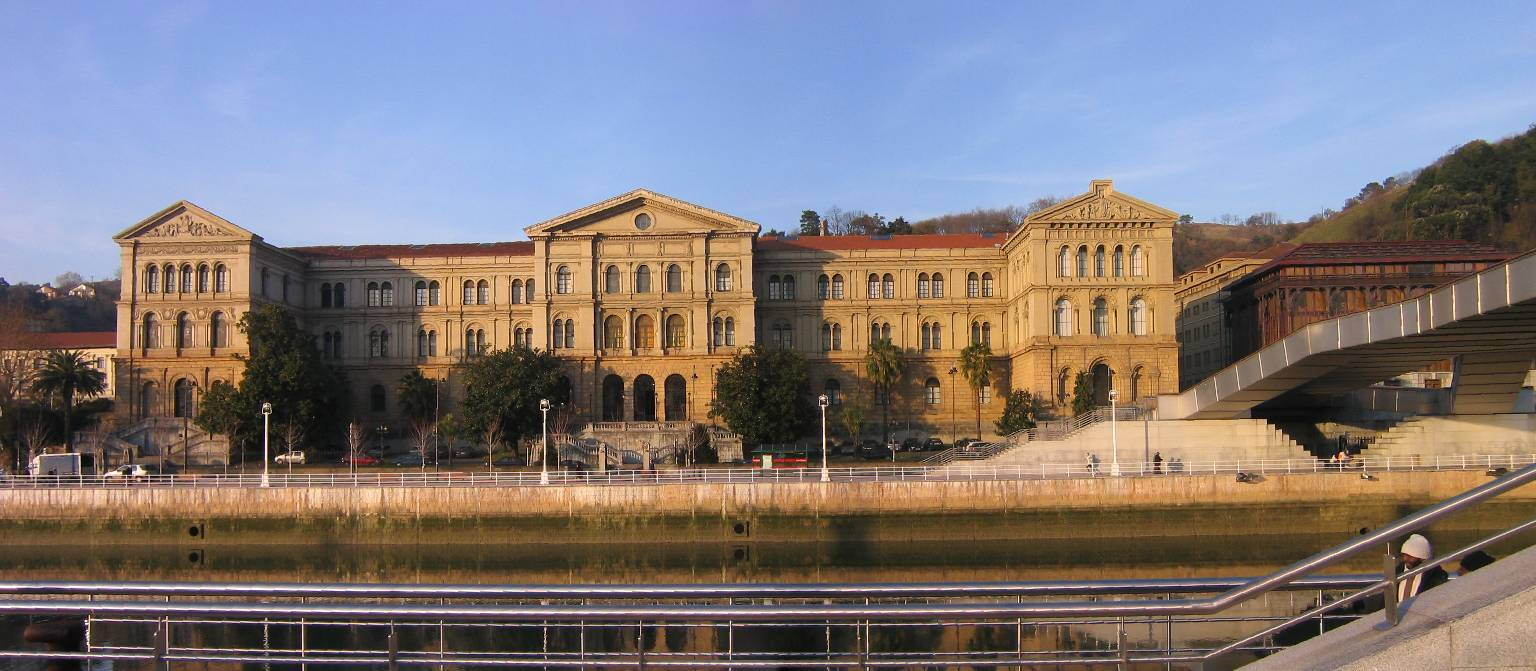
Bâtiment central de l'université de Deusto.

L'université de Deusto est une université catholique située dans le quartier de Deusto à Bilbao. Elle possède aussi un campus de moindre importance à Saint-Sébastien.

## Histoire
L'université fut créée en 1886 par des jésuites, et a toujours eu une grande renommée en Espagne et on lui prête d'avoir fortement contribué au développement industriel de l'agglomération. Elle propose des cursus en lettres, philosophies, sciences de l'éducation, sciences économiques et entrepreneuriales (« La Commercial », plus proche d'une école de commerce que d'un UFR de sciences économiques), technologies, sciences politiques et sociologie, et une école d'ingénieur (l'ESIDE).

### Guerre d'Espagne
Après la chute de Bilbao, tombée aux mains des nationalistes de Franco en juin 1937, l'université devient un camp de concentration franquiste contre les républicains jusqu'en décembre 1939.